# Dino Paradiso
Dino Paradiso (Matera, 1979) è un comico e cabarettista italiano.

## Biografia
Lucano di Bernalda, si laurea in Scienze politiche presso l'Università degli Studi di Bari Aldo Moro, e nel 2006 frequenta la scuola di teatro Comic Lab diretta da Serena Dandini. Nel 2013 è vincitore del festival comico BravoGrazie.
Sempre nel 2013 debutta in televisione entrando a far parte del cast del programma Made in Sud, in onda su Rai 2. In seguito fa parte del cast fisso delle due edizioni del 2015 di Colorado, programma in onda su Italia 1. Nel 2020 raggiunge la finale della settima edizione del talent show Tú sí que vales.
Nel 2021 pubblica un libro dal titolo Il teorema vegetariano di Pitagora, ispirato all'omonimo filosofo matematico.

## Filmografia
- Il cappellino, regia di Giuseppe Marco Albano (2009) - cortometraggio
- Sono cavoli amari, regia di Graziano Moro (2011)
- Fra Est...e Ovest, regia di Vincenzo Petrocelli (2012) - lungometraggio
- Creed'C, regia di Francesco Cippone e Lucky Dario Fortunato (2016)
- Imma Tataranni - Sostituto procuratore, regia di Francesco Amato - serie TV, episodio 2x02 (2021)

## Televisione
- Made in Sud - Rai 2 (2013)
- Colorado - Italia 1 (2015)
- Tú sí que vales - Canale 5 (2020)

## Riconoscimenti
- 2013: BravoGrazie – vincitore
- 2013: Premio Charlot – vincitore
- 2013: Festival del cabaret di Martina Franca – vincitore